# Stearman XA-21
Stearman Model X-100 là một mẫu máy bay cường kích, nó tham gia vào cuộc cạnh tranh cung cấp máy bay cường kích hai động cơ cho Quân đoàn Không quân Lục quân Hoa Kỳ, cuộc cạnh tranh này đã dẫn tới sự phát triển của các loại máy bay Douglas A-20 Havoc, Martin A-22 Maryland và North American B-25 Mitchell.

## Quốc gia sử dụng
Hoa Kỳ
- Quân đoàn Không quân Lục quân Hoa Kỳ

## Tính năng kỹ chiến thuật (XA-21)
Dữ liệu lấy từ Museum of the United States Air Force
Đặc điểm tổng quát
- Tổ lái: 3
- Chiều dài: 53 ft 1 in (16,18 m)
- Sải cánh: 65 ft 0 in (19,81 m)
- Chiều cao: 14 ft 2 in (4,32 m)
- Diện tích cánh: 607 ft² (56,39 m²)
- Trọng lượng rỗng: 12.760 lb (5.789 kg)
- Trọng lượng có tải: 18.230 lb (8.269 kg)
- Trọng tải có ích: 5.560 lb (2.520 kg)
- Động cơ: 2 × Pratt & Whitney R-2180-7, 1.400 hp (1.030 kW)  mỗi chiếc

 Hiệu suất bay 
- Vận tốc cực đại: 223 knot (257 mph, 414 km/h)
- Vận tốc hành trình: 174 knot (200 mph, 322 km/h)
- Tải trên cánh: 30.0 lb/ft² (147 kg/m²)
- Công suất/trọng lượng: 0,15 hp/b (250 W/kg)

Trang bị vũ khí

- Súng: 

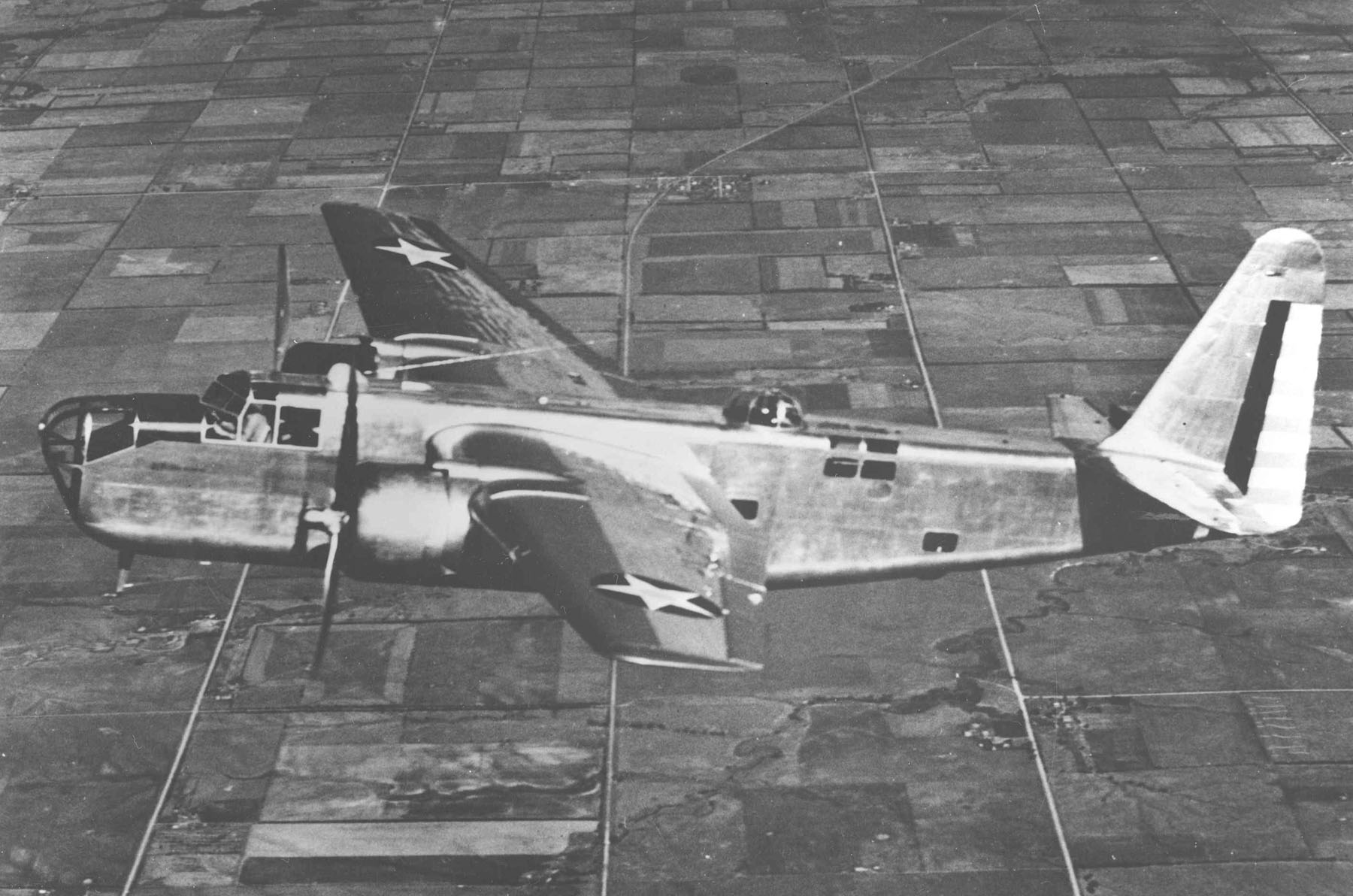

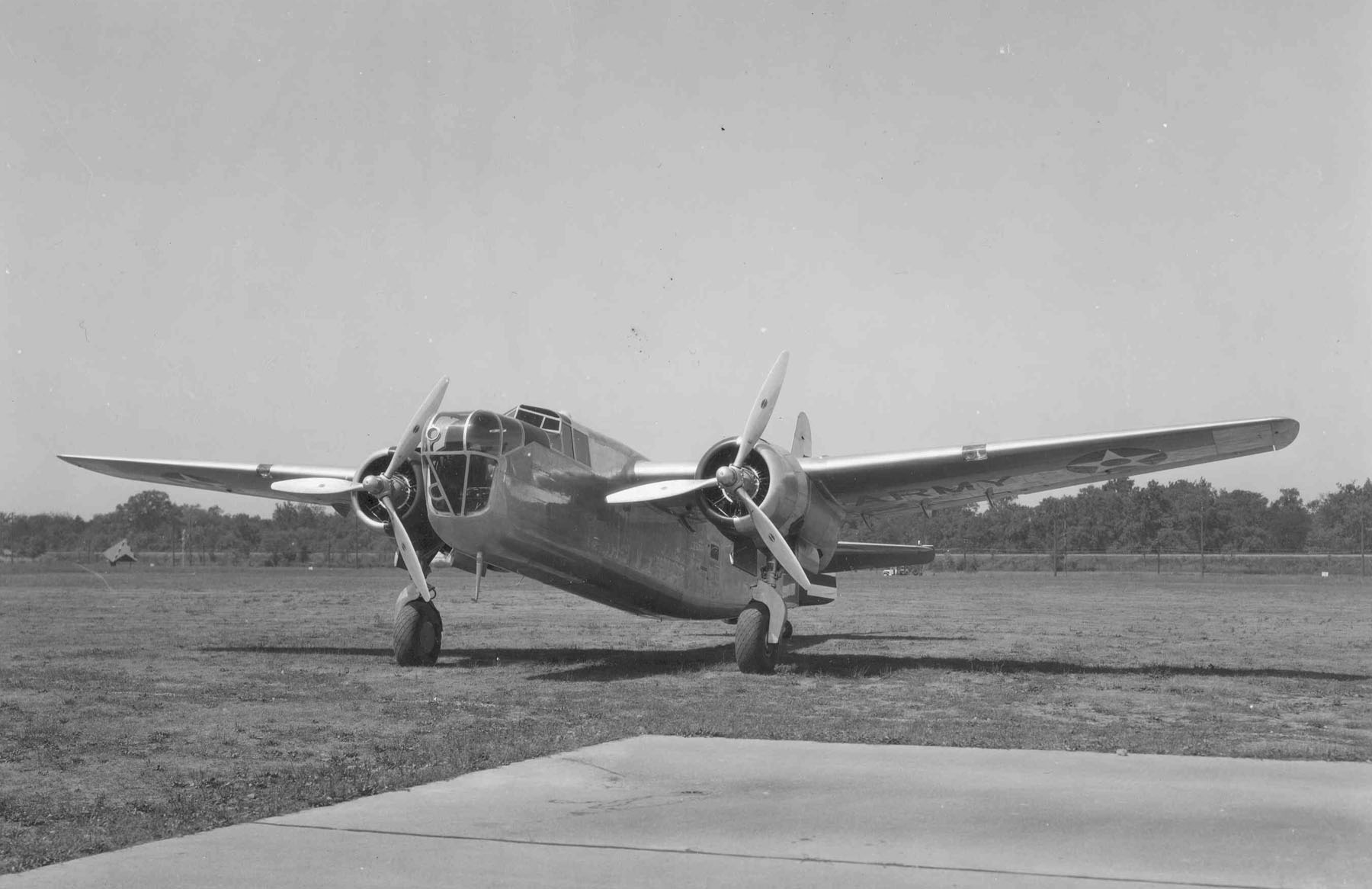

  - 9× súng máy M1919 Browning 0.30 in (7,62 mm)
- Bom: 2.700 lb (1.200 kg)